# Taulabé
Taulabé – gmina (municipio) w środkowym Hondurasie, w departamencie Comayagua. W 2010 roku zamieszkana była przez ok. 23,4 tys. mieszkańców. Siedzibą administracyjną jest miejscowość Taulabé.

## Położenie
Gmina położona jest w zachodniej części departamentu. Graniczy z 5 gminami:
- Santa Cruz de Yojoa od północy,
- Meámbar i Siguatepeque od wschodu,
- Siguatepeque od południa,
- San José de Comayagua i San Pedro Zacapa od zachodu.

## Demografia
Według danych honduraskiego Narodowego Instytutu Statystycznego na rok 2010 struktura wiekowa i płciowa ludności w gminie przedstawiała się następująco:
| Wiek      | 0–3   | 4–6   | 7–12  | 13–17 | 18–24 | 25–64 | 65+   | razem  |
| Taulabé   | 2 614 | 1 945 | 3 839 | 2 686 | 3 147 | 8 059 | 1 072 | 23 362 |
| Mężczyźni | 1 273 | 967   | 1 856 | 1 360 | 1 544 | 3 892 | 501   | 11 393 |
| Kobiety   | 1 340 | 978   | 1 984 | 1 327 | 1 602 | 4 167 | 571   | 11 969 |